# Palazzo Giovanni Carlo Brignole

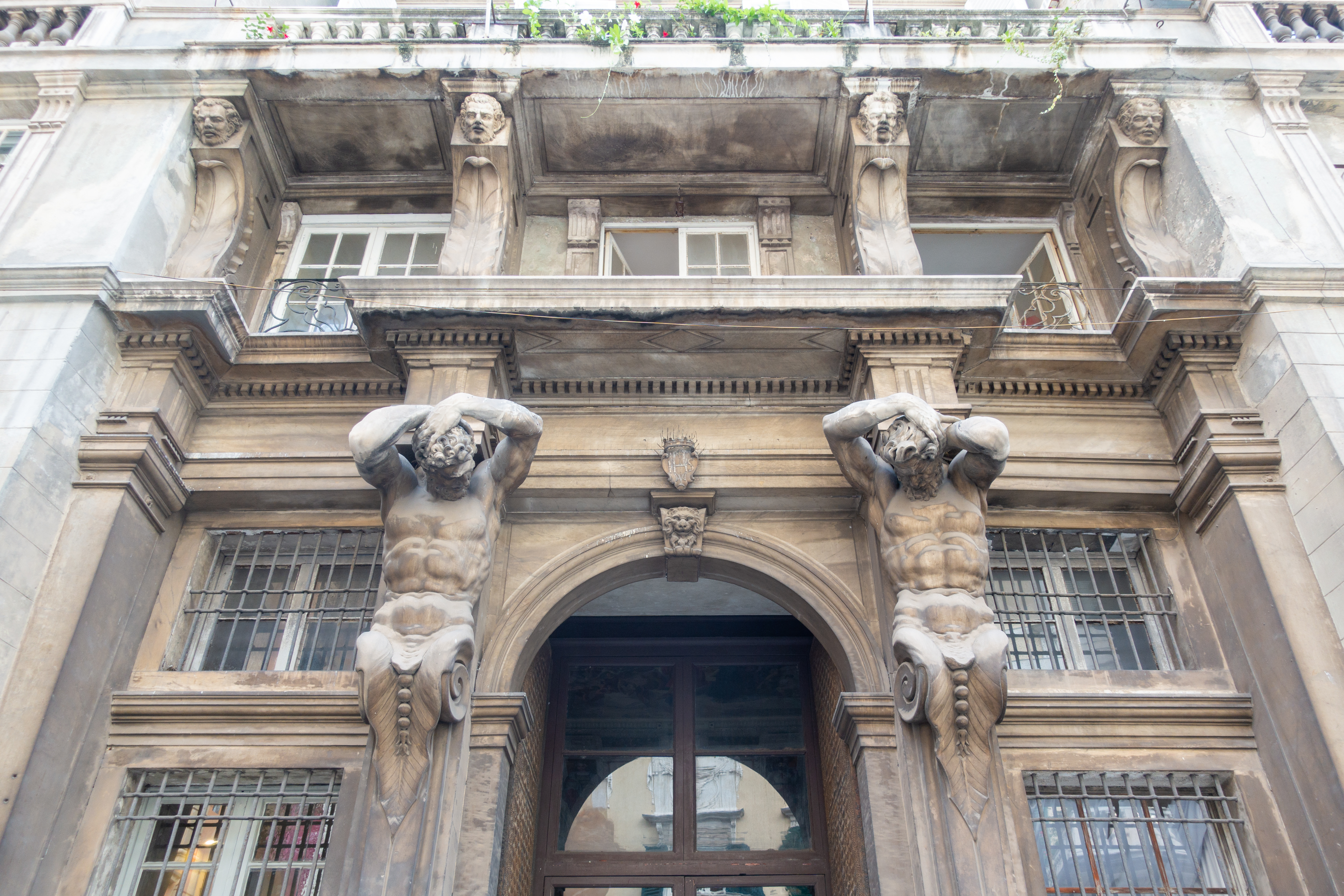
Hauptportal

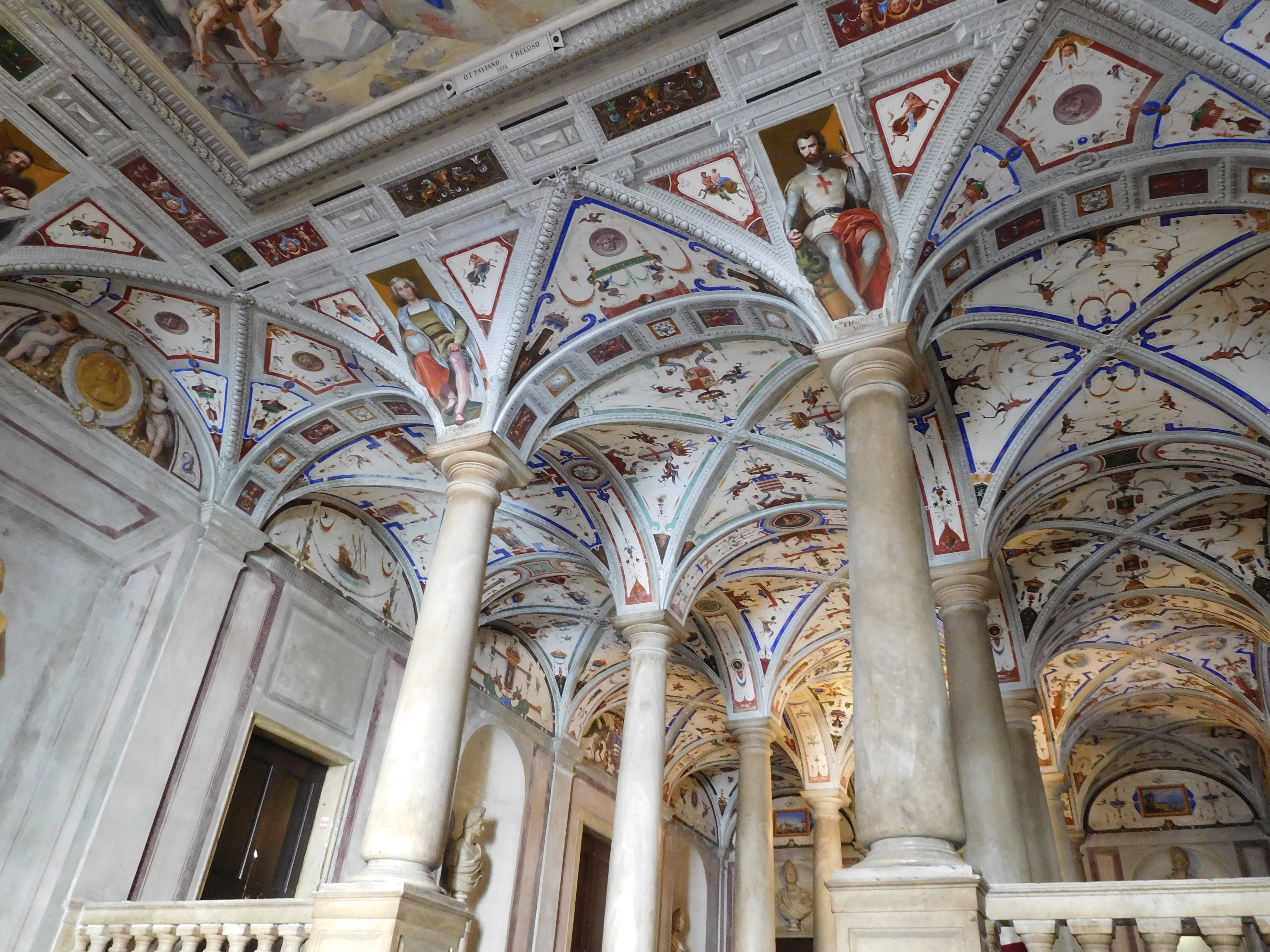
Treppenhaus

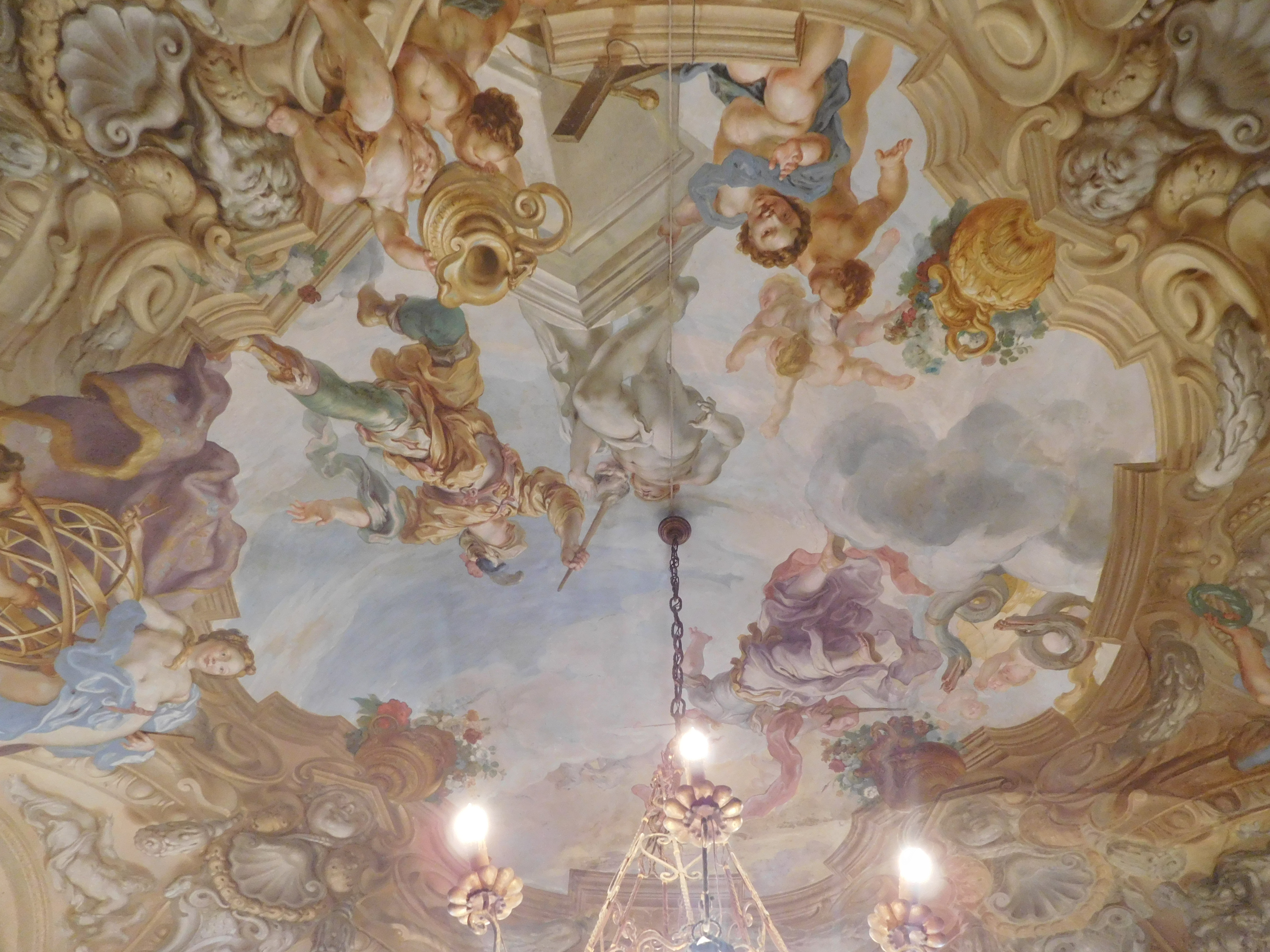
Fresko von De Ferrari

Der Palazzo Giovanni Carlo Brignole ist ein Stadtpalast in Genua, der Teil des Welterbes der UNESCO „Genoa: Le Strade Nuove and the system of the Palazzi dei Rolli“ (deutsch: Genua: Le Strade Nuove und die Palazzi dei Rolli) ist. Das Gebäude liegt an der Piazza della Meridiana 2.

## Geografische Lage
Der Palazzo Giovanni Carlo Brignole liegt an der Südseite des Straßenzugs Strade Nuove, an der Piazza della Meridiana, die deren östlichen Abschnitt, die Via Garibaldi, mit der Via Cairoli im Westen verbindet. Die Südseite ist die talwärts gelegene Seite, so dass das Grundstück ein Gefälle Richtung Küste aufweist.

## Geschichte
Die Grundstücke, die schließlich zur Baufläche wurden, kaufte Giovanni Batta Brignole zwischen 1623 und 1626, als er den Architekten Bartolomeo Bianco mit dem Bau beauftragte. Der Sohn und Erbe von Giovanni Batta Brignole, Giovanni Carlo, kaufte weitere angrenzende Grundstücke und beauftragte einen Neubau, der die Größe des Palastes nahezu zu verdoppelte. Dabei wurde auch ein benachbartes Haus von Giovanni Luca De Franchi einbezogen. Mit der Erweiterung und dem Umbau beauftragte er 1671 Pietro Antonio Corradi.
Als einer der Palazzi dei Rolli war der Palazzo Giovanni Carlo Brignole – aufgrund seiner späten Entstehung – nur im Rollo von 1664 eingetragen. Nach der dort verwendeten Klassifizierung, den „bussoli“, zählte er zur Klasse drei (zu den Einzelheiten dieser Eintragungen vergleiche hier).
Als 1778–1786 die historische Strada Nuova nach Westen verlängert, die Piazza della Meridiana und die Strada Nuovissima (heute: Via Cairoli) angelegt wurden, musste dafür der Garten aufgegeben und der teilweise im Weg stehende ältere Gebäudeflügel umgebaut werden. Diese Arbeiten leitete Gregorio Petondi. Der Palast blieb bis ins 19. Jahrhundert im Eigentum der Familie Brignole. Hier wohnte auch der letzte Doge der Republik Genua, Giacomo Maria Brignole (1724–1801; Doge: 1779–1781 und 1796–1797). Die Familie Durazzo übernahm das Anwesen kurz nach 1820.

## Gebäude
Über das ursprüngliche Gebäude, das ab 1626 errichtet wurde, ist nur sehr wenig bekannt. Umgeben war es von einem Garten, der vor allem im Bereich der heutigen Piazza della Meridiana lag. Der Zugang erfolgte von der Salita Quattro Canti di San Francesco. Das Bauwerk von 1671 erhielt seinen Eingang an der Vico Santa Maria degli Angeli und einen weiteren Eingang an der Gartenseite zur Strada Nuova hin. Dessen Marmorportal stattete Filippo Parodi mit Atlas-Figuren aus. Der dem Garten zugewandte Teil des Gebäudes behielt seine frühere Höhe bei, während der neu errichtete Teil mit einem U-förmigem Grundriss ein zusätzliches Stockwerk erhielt. Der Auftrag zur heute erhaltenen Innenausstattung wird dem gleichnamigen Enkel von Giovanni Carlo zugeschrieben. Gregorio De Ferrari und dann sein Sohn Lorenzo De Ferrari versahen die Gewölbe des Piano nobile mit Fresken.
Bei dem durch den Straßenbau verursachten Umbau von 1778 musste der vordere Teil des Gebäudes abgetragen werden, weil er der neuen Straßenführung im Weg stand. Für den Neubau wurde die ehemalige Rückseite des Gebäudes in eine Fassade umgebaut, der doppelte Säulenvorbau und die Treppe zum neuen Eingang transloziert.
Nach dem Eigentümerwechsel 1820 wurden im Bereich des Atriums Figuren von Giuseppe Isola und Grotesken von Federico Leonardi hinzugefügt und Fußböden aus verschiedenfarbigem Marmor verlegt.